# Indicatif régional 252

Carte de l'État de la Caroline du Nord avec les territoires de ses indicatifs régionaux. L'indicatif régional 252 est au nord-est de l'État.

L'indicatif régional 252 est l'indicatif téléphonique régional qui dessert le nord-est de l'État de la Caroline du Nord aux États-Unis.
La carte ci-contre indique en bleu le territoire couvert par l'indicatif 252.
L'indicatif régional 252 fait partie du plan de numérotation nord-américain.

## Principales villes desservies par l'indicatif
- Elizabeth City
- Greenville
- Henderson
- Kitty Hawk
- New Bern
- Roanoke Rapids
- Rocky Mount
- Wilson

## Source
- (en) Cet article est partiellement ou en totalité issu de l’article de Wikipédia en anglais intitulé « Area code 252 » (voir la liste des auteurs).